# USS Ramage (DDG-61)
El USS Ramage (DDG-61) es el 11.º destructor de la clase Arleigh Burke, en servicio con la Armada de los Estados Unidos desde 1995.

## Nombre
Su nombre USS Ramage honra al contraalmirante Lawson P. Ramage, comandante del submarino USS Parche durante la guerra del Pacífico (Segunda Guerra Mundial).

## Construcción
Fue colocada la quilla el 4 de enero de 1993 y fue botado el casco el 11 de febrero de 1994 en el Ingalls Shipbuilding (Misisipi). Fue asignado el 22 de julio de 1995.

## Historial de servicio

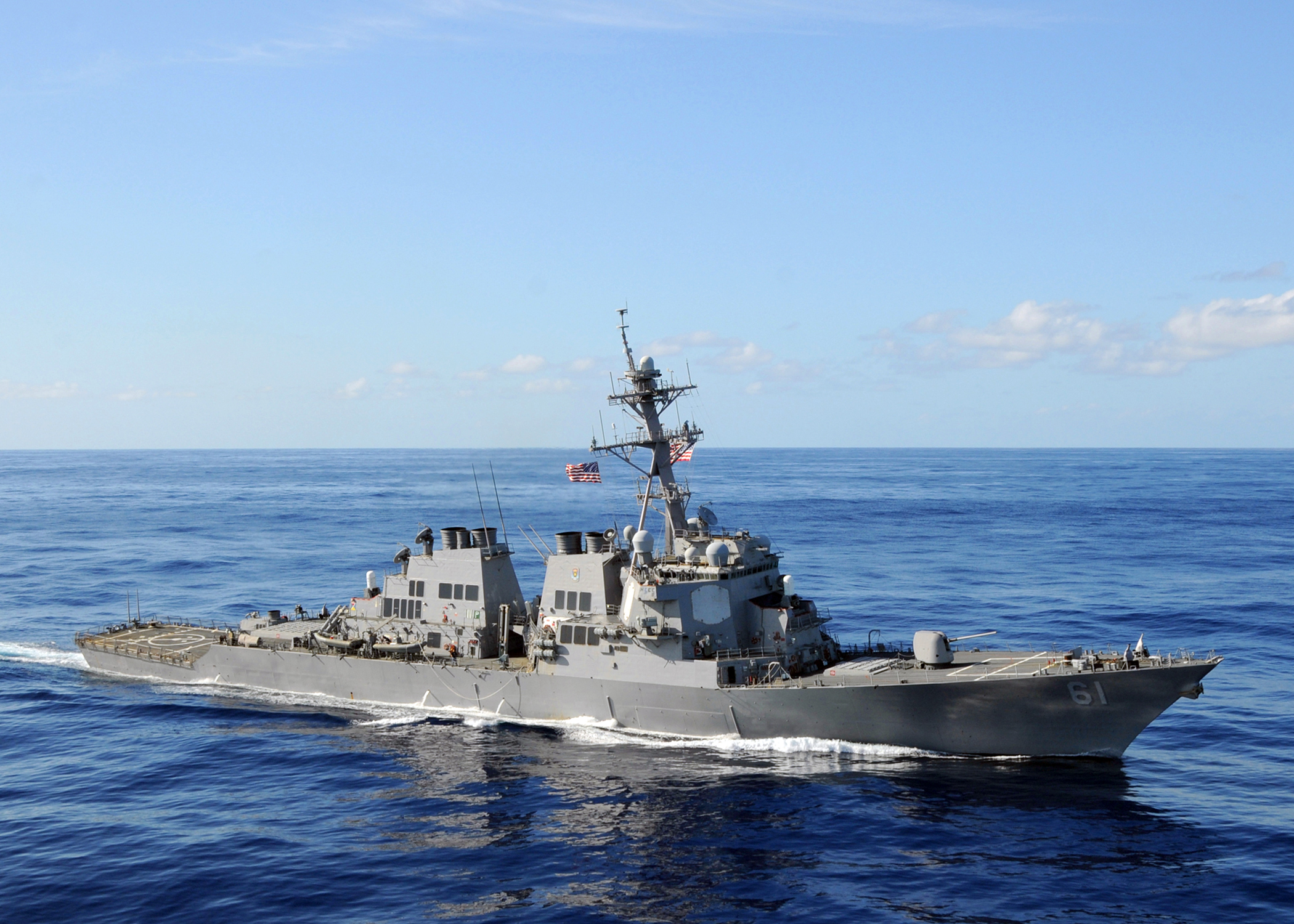
El USS Ramage (DDG-61) navegando en el año 2008.

En 1999 participó de las Operación Allied Force (Yugoslavia) y en 2001 de la Operación Enduring Freedom (Afganistán), integrando el grupo de batalla del portaaviones USS Theodore Roosevelt.
El 8 de octubre de 2023, el día después del ataque de Hamás a Israel, el secretario de Defensa de Estados Unidos, Lloyd Austin, ordenó al grupo de ataque del portaaviones USS Gerald R. Ford dirigirse hacia el Mediterráneo oriental en respuesta. Junto al portaaviones, el grupo también incluye el crucero Normandy y los destructores Ramage, Carney, Roosevelt y Thomas Hudner.